# Mimachlamys sanguinea
Espèce
Synonymes
Chlamys senatoria (Gmelin, 1791)
Mimachlamys sanguinea est une espèce de mollusques bivalves de la famille des Pectinidae.

forme brune, valve droite
forme brune, valve gauche

forme violette, valve droite
forme violette, valve gauche

var. aurantia, valve droite
var. aurantia, valve gauche

var. citrina, valve droite
var. citrina, valve gauche

## Répartition et habitat
Cette espèce vit dans les eaux baignant les côtes de l'Afrique de l'Est, de Madagascar, de l'île Maurice, de la Tanzanie, et en mer Rouge.

## Philatélie
Ce mollusque figure sous l'appellation Chlamys senatorius mobilis sur une émission du Laos de 1993 (valeur faciale : 20 k).